# Ternowo
Ternowo (ukr. Терново) – wieś na Ukrainie położona w rejonie tiaczowskim obwodu zakarpackiego.
Miejscowość znajduje się 20 km od miasta rejonowego, Tiaczowa oraz 7 km osiedla Tereswa w malowniczej dolinie rzeki Tereswy. Ze wschodu do wsi schodzą strome zalesione stoki pobliskich wzgórz osiągających do 500 m n.p.m., zaś od zachodu jest ograniczona rzeką. Ternowo słynie ze swojej bardzo poplątanej sieci ulic tworzących istny labirynt.

## Historia
Pierwsze wzmianki pochodzą z 1404 r. (inne źródła podają rok 1494). Mieszkańcy Ternowa zajmowali się m. in prymitywnym wydobyciem soli. Spis ludności w roku 1910 wykazał, iż we wsi mieszkały 3093 osoby, z czego 2153 to Rusini, 879 Niemcy, a 57 Węgrzy. Do roku 1999 przebiegała tędy linia kolei wąskotorowej na trasie Tereswa - Ust-Czorna; obecnie rozebrana.